# Stick-slip
Le phénomène de stick-slip (« coller-glisser » en anglais, communément appelé « collé-glissé ») est un mouvement saccadé parfois observé lors du glissement relatif de deux objets.

## Explication
Il s'explique par les lois de Coulomb du frottement. Ces lois font intervenir le coefficient de frottement statique ou coefficient d'adhérence (fo) et le coefficient de frottement dynamique ou coefficient de frottement de glissement (f).
Le premier (statique) intervient lorsque la vitesse de glissement entre deux surfaces est nulle : c’est le cas lorsque l’on souhaite déplacer une masse initialement au repos. Le second entre en compte lorsque la vitesse de glissement entre les deux surfaces est non nulle : par exemple quand la masse que l’on pousse est déjà en mouvement.
La force que l’on doit exercer pour déplacer une masse donnée est proportionnelle à cette masse et au coefficient considéré (statique ou dynamique suivant que la masse est, ou non, au repos). Si fo est supérieur à f, comme c'est généralement le cas, on devra fournir un effort plus important pour déplacer une masse initialement au repos que pour maintenir son mouvement.

## Applications
En sismologie, les mécanismes de rupture des failles mettent en jeu des phénomènes analogues au stick-slip, les tremblements de terre étant associés à une phase de glissement.
En musique, les frottements de l'archet sur la corde d'un violon s'apparentent à un mouvement de stick-slip.
En forage, le phénomène de stick-slip est associé aux modes de vibration en torsion, en réponse à l'excitation en rotation de la garniture (table de rotation en surface ou moteur de fond). L'effet du stick-slip est parfois détectable en surface (arrêt et reprise de la rotation de la garniture visible).